# Cristóbal Jorquera
Cristóbal Andrés Jorquera Torres (Santiago, Chile, 4 de agosto de 1988) es un futbolista profesional chileno que se desempeña como centrocampista en Rangers de la Primera B de Chile. Además, ha sido internacional absoluto con la Selección de fútbol de Chile.

## Trayectoria

### Colo-Colo
Debutó profesionalmente en el primer equipo de Colo-Colo en el Torneo de Apertura, el 4 de junio de 2006, frente a Universidad de Concepción, tras ingresar al minuto 60 en reemplazo de Benjamín Ruiz. Hizo su estreno oficial en una copa internacional jugando la Copa Sudamericana 2006 siendo titular ante Alajuelense de Costa Rica, certamen donde el conjunto albo llegó a la final, siendo derrotado por Pachuca.

### Ñublense
Comenzado el 2007, Jorquera hizo la pretemporada con el conjunto albo, disputando algunos duelos amistosos. Antes del cierre del libro de pases del Torneo de Apertura, fue enviado a préstamo a Ñublense, equipo recién ascendido a Primera División, durante seis meses. Comenzó jugando los primeros partidos de titular, pero de a poco fue desapareciendo de la lista de jugadores convocados.

### Unión Española
Luego de no renovar su préstamo con Ñublense, Claudio Borghi decidió enviarlo nuevamente a préstamo, esta vez a Unión Española de cara al Torneo Clausura 2007, donde formó dupla en la creación con José Luis Sierra, capitán e ídolo de Unión Española.

### Retorno a Colo-Colo
Antes de comenzar el año 2008, Unión Española tenía intenciones de extender su préstamo por seis meses más. Sin embargo, con la marcha de Giovanni Hernández, el DT albo, Claudio Borghi, decidió integrar al primer equipo a Jorquera, quedando nula su opción de seguir jugando para el cuadro hispano, donde incluso disputó algunos partidos en la pretemporada 2008.
Anotó su primer tanto a nivel internacional el 20 de marzo de 2008, tras marcar en la victoria 2 a 0 de Colo-Colo frente a Boca Juniors, en compromiso válido por la fecha 3 del Grupo 3 de la Copa Libertadores. Colo-Colo llegó a la final del Torneo Apertura 2008, pero la pierde a manos de Everton de Viña del Mar. Con Fernando Astengo como nuevo entrenador, se veía titular seguro, pero Colo-Colo contrató a Macnelly Torres por una cifra de 2,2 millones de dólares, el traspaso más caro en la historia del fútbol chileno. Finalmente, Colo-Colo se consagró campeón del Torneo Clausura 2008.

### O'Higgins
Antes de que terminara el año 2008, O'Higgins acordó un préstamo un año con Colo-Colo para la temporada 2009. Así, el volante llegó cedido al cuadro de la sexta región, en compañía de Fernando Meneses y José Pedro Fuenzalida.

## Selección nacional
Jorquera disputó con la selección de fútbol sub-17 de Chile el Campeonato Sudamericano Sub-17 de 2005, junto a jugadores como Christopher Toselli, Mauricio Isla, Gerardo Cortés y Alexis Sánchez, quienes posteriormente conformarían parte importante del plantel de la selección de fútbol sub-20 que disputó la Copa Mundial de Fútbol Sub-20 de 2007, y la Roja que disputó la Copa Mundial de la FIFA Sudáfrica 2010
Cristóbal participó en el tradicional campeonato juvenil "Esperanzas de Toulon", en la que se consagró como uno de los mejores jugadores del certamen, mostrando un talento y una capacidad de habilitar deslumbrante. El "10", condujo a su conjunto nacional a superar en la final al equipo de Francia, por resultado de 1-0, precisamente con habilitación del volante que, en ese entonces, jugaba en O`Higgins de Rancagua (el autor del gol fue Gerson Martínez).
Tras la ausencia por lesión de Jorge Valdivia de la nómina de la selección chilena, el D.T. Claudio Borghi, decide llamar al "Angel de Macul" a la selección mayor por primera vez, para los compromisos amistosos contra Portugal y Colombia, los días 26 de marzo y 29 de marzo de 2011, debutando en el triunfo por 2 a 0 de su selección ante los cafeteros.

### Participaciones en Clasificatorias a Copas del Mundo
| Torneo             | Sede   | Resultado   | Posición | Partidos | Goles |
| ------------------ | ------ | ----------- | -------- | -------- | ----- |
| Eliminatorias 2014 | Brasil | Clasificado | 3.º      | 1        | 0     |

### Partidos internacionales
| 1     | 17 de enero de 2009  | Lockhart Stadium, Fort Lauderdale, Estados Unidos | Honduras   | 2-0 | Chile |   | Amistoso                      |  |  |
| 2     | 29 de marzo de 2011  | Kyocera Stadion, La Haya, Países Bajos            | Colombia   | 0-2 | Chile |   | Amistoso                      |  |  |
| 3     | 7 de octubre de 2011 | Estadio Monumental, Buenos Aires, Argentina       | Argentina  | 4-1 | Chile |   | Clasificatorias a Brasil 2014 |  |  |
| 4     | 15 de agosto de 2012 | Citi Field, Nueva York, Estados Unidos            | Ecuador    | 3-0 | Chile |   | Amistoso                      |  |  |
| Total | Total                | Total                                             | Presencias | 4   | Goles | 0 |                               |  |  |

| Selección chilena | Selección chilena | Selección chilena |
| Año               | Partidos          | Goles             |
| ----------------- | ----------------- | ----------------- |
| 2009              | 1                 | 0                 |
| 2010              | 2                 | 0                 |
| 2011              | 1                 | 0                 |
| Total             | 4                 | 0                 |

## Estadísticas
| Club | Div              | Temporada        | Liga  | Liga  | Liga   | Copas nacionales(1) | Copas nacionales(1) | Copas nacionales(1) | Copas internacionales(2) | Copas internacionales(2) | Copas internacionales(2) | Total | Total | Total  |
| Club | Div              | Temporada        | Part. | Goles | Asist. | Part.               | Goles               | Asist.              | Part.                    | Goles                    | Asist.                   | Part. | Goles | Asist. |
| --- | ---------------- | ---------------- | ----- | ----- | ------ | ------------------- | ------------------- | ------------------- | ------------------------ | ------------------------ | ------------------------ | ----- | ----- | ------ |
| Colo-Colo · Chile | 1.ª              | 2006             | 10    | 0     | 1      | —                   | —                   | —                   | 2                        | 0                        | 0                        | 12    | 0     | 1      |
| Ñublense · Chile | 1.ª              | 2007             | 14    | 1     | 3      | —                   | —                   | —                   | —                        | —                        | —                        | 14    | 1     | 3      |
| Ñublense · Chile | Total club       | Total club       | 14    | 1     | 3      | 0                   | 0                   | 0                   | 0                        | 0                        | 0                        | 14    | 1     | 3      |
| Unión Española · Chile | 1.ª              | 2007             | 15    | 0     | 2      | —                   | —                   | —                   | —                        | —                        | —                        | 15    | 0     | 2      |
| Unión Española · Chile | Total club       | Total club       | 15    | 0     | 2      | 0                   | 0                   | 0                   | 0                        | 0                        | 0                        | 15    | 0     | 2      |
| Colo-Colo · Chile | 1.ª              | 2008             | 30    | 4     | 4      | 2                   | 1                   | 0                   | 4                        | 1                        | 2                        | 36    | 6     | 6      |
| O'Higgins · Chile | 1.ª              | 2009             | 30    | 3     | 7      | 1                   | 0                   | 0                   | —                        | —                        | —                        | 31    | 3     | 7      |
| O'Higgins · Chile | Total club       | Total club       | 30    | 3     | 7      | 1                   | 0                   | 0                   | 0                        | 0                        | 0                        | 31    | 3     | 7      |
| Colo-Colo · Chile | 1.ª              | 2010             | 18    | 6     | 3      | —                   | —                   | —                   | 2                        | 0                        | 0                        | 20    | 6     | 3      |
| Colo-Colo · Chile | 1.ª              | 2011             | 17    | 4     | 4      | —                   | —                   | —                   | 5                        | 2                        | 1                        | 22    | 6     | 5      |
| Colo-Colo · Chile | Total club       | Total club       | 75    | 14    | 12     | 2                   | 1                   | 0                   | 13                       | 3                        | 3                        | 90    | 18    | 15     |
| Génova F.C. · Italia | 1.ª              | 2011-12          | 22    | 2     | 3      | 2                   | 1                   | 0                   | —                        | —                        | —                        | 24    | 3     | 3      |
| Génova F.C. · Italia | 1.ª              | 2012-13          | 13    | 0     | 2      | —                   | —                   | —                   | —                        | —                        | —                        | 13    | 0     | 2      |
| Génova F.C. · Italia | Total club       | Total club       | 35    | 2     | 5      | 2                   | 1                   | 0                   | 0                        | 0                        | 0                        | 37    | 3     | 5      |
| Eskişehirspor Turquía | 1.ª              | 2013-14          | 22    | 4     | 7      | 9                   | 2                   | 0                   | —                        | —                        | —                        | 31    | 6     | 7      |
| Eskişehirspor Turquía | Total club       | Total club       | 22    | 4     | 7      | 9                   | 2                   | 0                   | 0                        | 0                        | 0                        | 31    | 6     | 7      |
| Parma · Italia | 1.ª              | 2014-15          | 17    | 1     | 2      | —                   | —                   | —                   | —                        | —                        | —                        | 17    | 1     | 2      |
| Parma · Italia | Total club       | Total club       | 17    | 1     | 2      | 0                   | 0                   | 0                   | 0                        | 0                        | 0                        | 17    | 1     | 2      |
| Bursaspor Turquía | 1.ª              | 2015-16          | 22    | 2     | 2      | 6                   | 3                   | 2                   | —                        | —                        | —                        | 28    | 5     | 4      |
| Bursaspor Turquía | 1.ª              | 2016-17          | 30    | 6     | 2      | 5                   | 1                   | 2                   | —                        | —                        | —                        | 35    | 7     | 4      |
| Bursaspor Turquía | 1.ª              | 2017-18          | 12    | 0     | 1      | 2                   | 1                   | 2                   | —                        | —                        | —                        | 14    | 1     | 3      |
| Palestino · Chile | 1.ª              | 2019             | 19    | 3     | 4      | 2                   | 0                   | 0                   | 10                       | 1                        | 1                        | 31    | 4     | 5      |
| Palestino · Chile | Total club       | Total club       | 19    | 3     | 4      | 2                   | 0                   | 0                   | 10                       | 1                        | 1                        | 31    | 4     | 5      |
| Fatih Karagümrük SK Turquía | 1.ª              | 2019-20          | 9     | 5     | 5      | —                   | —                   | —                   | —                        | —                        | —                        | 9     | 5     | 5      |
| Fatih Karagümrük SK Turquía | Total club       | Total club       | 9     | 5     | 5      | 0                   | 0                   | 0                   | 0                        | 0                        | 0                        | 9     | 5     | 5      |
| Bursaspor Turquía | 1.ª              | 2021-22          | 2     | 0     | 0      | 1                   | 0                   | 0                   | —                        | —                        | —                        | 3     | 0     | 0      |
| Bursaspor Turquía | Total club       | Total club       | 66    | 8     | 5      | 14                  | 5                   | 6                   | 0                        | 0                        | 0                        | 80    | 13    | 11     |
| La Serena · Chile | 1.ª              | 2022             | 15    | 0     | 0      | 2                   | 0                   | 2                   | —                        | —                        | —                        | 17    | 0     | 2      |
| La Serena · Chile | Total club       | Total club       | 15    | 0     | 0      | 2                   | 0                   | 2                   | 0                        | 0                        | 0                        | 17    | 0     | 2      |
| Magallanes · Chile | 1.ª              | 2023             | 21    | 3     | 4      | 7                   | 3                   | 1                   | 9                        | 0                        | 1                        | 37    | 6     | 6      |
| Magallanes · Chile | 2.ª              | 2024             | 25    | 6     | 3      | 6                   | 3                   | 1                   | —                        | —                        | —                        | 31    | 9     | 4      |
| Magallanes · Chile | Total club       | Total club       | 46    | 9     | 7      | 13                  | 6                   | 2                   | 9                        | 0                        | 1                        | 68    | 15    | 10     |
| Total en carrera | Total en carrera | Total en carrera | 363   | 50    | 59     | 45                  | 15                  | 10                  | 32                       | 4                        | 5                        | 440   | 69    | 74     |
| (1) Incluye datos de Copa Italia, Copa de Turquía, Supercopa de Turquía, Supercopa de Chile y Copa Chile. (2) Incluye datos de Copa Sudamericana y Copa Libertadores. (3) No incluye goles en partidos amistosos. |                  |                  |       |       |        |                     |                     |                     |                          |                          |                          |       |       |        |

## Palmarés

### Campeonatos nacionales
| Título           | Club      | País  | Año    |
| ---------------- | --------- | ----- | ------ |
| Primera División | Colo-Colo | Chile | 2006-A |
| Primera División | Colo-Colo | Chile | 2006-C |
| Primera División | Colo-Colo | Chile | 2008-C |

### Copas internacionales
| Título                      | Club (*)          | País    | Año  |
| --------------------------- | ----------------- | ------- | ---- |
| Torneo Esperanzas de Toulon | Selección Chilena | Francia | 2009 |

- (*) Incluyendo la selección